# Live at Benaroya Hall
《Live at Benaroya Hall》은 2004년 발매된 펄 잼의 생음악 음반이다. 2003년 10월 22일 시애틀 베너로야 홀에서 있었던 공연을 녹음한 것이다. 이 음반으로 인한 수입금의 일부는 청소년 단체에 기부되었다.